# Aloe berevoana
Aloe berevoana (укр. Алое беревоанське, алое беревоана)  — сукулентна рослина роду алое.

## Етимологія
Видова назва походить від назви міста Берево, поблизу якого був знайдений цей вид алое.

## Морфологічна характеристика
Рослини, розгалужені від основи стебла, утворює щільні кущі заввишки близько 60 см. Листя 8-10 розташовані у вільних розетках. Окремі листки 30 см завдовжки та 3 см завширшки, яскраво-зелені, з білуватими зубцями до 2 мм завдовжки, розташовані 8-12 мм один від одного. Суцвіття 60 см заввишки, просте, з нещільно розташованими квітками. Квіти яскраво червоні, завдовжки близько 17 мм. Основний період цвітіння з травня по червень.
Вид, ймовірно, найближчий до Aloe acutissima вар. isaloana від якого відрізняється довшим і стрункішим листям.

## Місця зростання
Зростає на сході Мадагаскару біля річки Цирібігіна на захід від міста Берево в провінції Туліара в регіоні Менабе на низьких висотах. Відомий єдиний локалітет. Координати: 19° 45' північної широти, 44° 55' східної довготи.

## Вирощування
Цей вид вирощується легко, але майже не представлений в приватних колекціях. Умови утримання подібні до Aloe acutissima. Мінімальна температура — + 10 °C. Надає перевагу сонячним місцям або легкій тіні. Посухостійка рослина.

## Історія
Вперше знайдений Вальтером Рьослі (нім. Walter Röösli) 14 грудня 1993 року. Описаний Джоном Якобом Лавраносом в журналі «Кактуси та інші сукуленти» (нім. «Kakteen und andere Sukkulenten») у 1998.